# Mette Rosentjørn
Mette Overgaard Nielsen tidligere Rosentjørn (født 15. december 1971) er en dansk atlet. Hun er medlem af Københavns IF men har også været i Viking Rønne (2003-2004).
Rosentjørn han vundet ti danske mesterskaber og vundet fem sølv- og fem bronzemedaljer.

## Danske mesterskaber
- Guld 2007 Kuglestød
- Guld 2007 Kuglestød inde
- Guld 2006 Kastefemkamp
- Guld 2004 Kuglestød
- Guld 2004 Kastefirekamp
- Guld 2004 Kastefemkamp
- Sølv 2004 Diskoskast
- Sølv 2004 Spydkast
- Bronze 2004 Vægtkast
- Guld 2004 Kuglestød inde
- Sølv 2003 Syvkamp
- Bronze 2003 Kuglestød
- Bronze 2003 Spydkast
- Guld 2003 Kuglestød inde
- Guld 2003 Femkamp inde
- Sølv 2002 Kuglestød
- Guld 2002 Kuglestød inde
- Sølv 2001 Kuglestød
- Bronze 2001 Spydkast
- Bronze 2001 Kuglestød inde

## Landskampe
- 2003 Europa-Cup mangekamp 2. division Syvkamp
- 2002 Europa-Cup 2. division Kuglestød